# Le maître d'école
Le Maître d'école (Traducción Literaria : El maestro) es una película francés dirigida por Claude Berri

## Elenco
- Coluche: Gérard Barbier (el maestro)
- Josiane Balasko: Mademoiselle (señorita) Lajoie
- Charlotte de Turckheim: Charlotte
- Jacques Debary: Le directeur (el director de la escuela)